# Finanzvertrieb
Ein Finanzvertrieb ist eine Vertriebsorganisation, die an ihre Kunden, vorwiegend Verbraucher, ein umfassendes Allfinanz-Angebot Versicherungen, Vermögensanlagen (Produkte des grauen Kapitalmarkts), Anteilen an offenen und geschlossenen Investmentvermögen und Finanzierungen vermittelt. Finanzvertriebe vermitteln und beraten zu den Produkten, werden aber nicht Vertragspartner der durch sie vermittelten Geschäfte. Auf Seiten der Vertriebsberater können oft Zielkonflikte bestehen, die für den Kunden erhebliche Risiken in sich bergen.

## Geschichte der Finanzvertriebe
Die Branche der als „unabhängige Finanzvermittler“ auftretenden Vertriebsorganisationen entwickelte sich Anfang der 70er Jahre nach dem Konkurs des Finanzdienstleisters Investors Overseas Services (IOS). Ehemalige Spitzenmanager der IOS gründeten eigene Strukturvertriebe im Finanzbereich:
- Otto Witschier (OVB Holding und EFS),
- Werner Kunkler (HMI),
- Erich Mende (Bonnfinanz),
- Reinfried Pohl (Deutsche Vermögensberatung) und
- Udo Keller (tecis Finanzdienstleistungen).

1988 gründete der Ex-OVB-Landesdirektor Carsten Maschmeyer den Allgemeinen Wirtschaftsdienst (AWD), einen weiteren Strukturvertrieb, welcher 2008 vom Schweizer Versicherer Swiss Life komplett übernommen und 2012 in Swiss Life Select (SLS) umbenannt wurde. Die 1971 von Manfred Lautenschläger gegründete MLP SE spezialisierte sich auf die Zielgruppe Akademiker und ist nach eigenen Angaben nicht als Strukturvertrieb organisiert. Die 1991 gegründete Deutsche Ärzte Finanz spezialisierte sich auf die Zielgruppe medizinische Heilberufe.
Mit der Entwicklung des Internets entstanden ab 1995 auch auf bestimmte Produktsegmente spezialisierte Finanzvertriebe wie Interhyp (Immobilienfinanzierung), Impuls Finanzmanagement (private Krankenversicherungen) und Dr. Klein (Immobilien). Anders als viele bisher bestehende Anbieter handelt es sich bei diesen neuen Finanzvertrieben nicht um Strukturvertriebe.

## Geschäftsprinzip
In Finanzvertrieben werden in der Regel Finanzanlagenvermittler, Versicherungsvermittler und Darlehensvermittler tätig. 

### Vermittelte Produkte
Sie vermitteln Vermögensanlagen (Produkte des grauen Kapitalmarkts), Anteilen an offenen und geschlossenen Investmentvermögen, Versicherungen und Finanzierungen. Andere Finanzprodukte oder Finanzinstrumente sind in der Regel nicht Geschäftsgegenstand, da sie eine Zulassung als Finanzdienstleistungsinstitut oder Kreditinstitut nach dem Kreditwesengesetz voraussetzen würden. 

### Vergütung
Finanzvertriebe vermitteln Vertragsabschlüsse zwischen Verbrauchern und bestimmten Unternehmen der Finanzwirtschaft. Der Kunde zahlt weder Honorar für die Beratung an sich, noch eine Provision (Courtage) für die Vermittlung an den Finanzvertrieb. Vielmehr erhält der Finanzvertrieb Provisionen und/oder Courtagen von dem Emittenten des Produkts für jedes vermittelte Geschäft. Die Provisionen und Courtagen sind in der Prämie des vermittelten Produktes bereits enthalten.

### Art des Vertragsschlusses
Finanzvertriebe vermitteln Verträge im fremden Namen und auf fremde Rechnung. Sie sind daher Handelsvertreter, sofern sie ständig von bestimmten Anbietern beauftragt sind, Produkte zu vermitteln, sonst Finanzmakler. Der Vertrieb im eigenen Namen auf fremde Rechnung (Finanzkommissionsgeschäft) ist nur Kreditinstituten gestattet. Die Anschaffung und die Veräußerung von Finanzinstrumenten für eigene Rechnung (Eigengeschäft) ist ebenfalls nicht zulässig.
Die meisten Finanzvertriebe binden ihr Vertriebspersonal in Form von selbständigen Handelsvertretern (Einfirmen-Handelsvertreter) nach § 84 HGB an sich. Bei Finanzvertrieben neuerer Art sind seit Mitte der 90er Jahre auch andere Strukturen als das Handelsvertretermodell vertreten. So handelt es sich bei dem Vertriebspersonal der Interhyp um sozialversicherungspflichtige Angestellte. Das ändert aber nichts daran, dass der Finanzvertrieb selbst Handelsvertreter oder Finanzmakler bleibt. Dr. Klein ist mit selbständigen Finanzmaklern nach § 93 HGB über einen Franchisevertrag mit dem Finanzvertrieb verbunden, wobei auch hier wie beim Handelsvertretermodell das unternehmerische Risiko beim Vermittler liegt.

### Kundengewinnung
Die Kundengewinnung bei Finanzvertrieben ist wesentlich durch die Organisationsform und die Zielgruppe geprägt. Strukturvertriebe nutzen vorwiegend Kontakte im privaten Umfeld oder am Arbeitsplatz, wie die Deutsche Vermögensberatung (DVAG) oder OVB. MLP konzentriert seine Aktivitäten auf die Hochschulen. Neuere Finanzvertriebe erreichen ihre Kundenkontakte durch gezielte Werbung meist im Internet. 

## Zielkonflikte
Finanzvertriebe sind in der Regel verpflichtet Kunden zu beraten (Anlageberatung). Sie nehmen daher Fremdinteressen war. Die Beratung erstreckt sich auf ein für den Anleger geeignetes Finanzprodukte (Etragschancen und Verlustrisiken, Liquidität des Produkts, Anlagehorizont, Vermögenssituation usw.). Diese rechtlichen Pflichten gegenüber dem Anleger können in Widerspruch geraten zu dem wirtschaftlichen Interesse des Vermittlers einen möglichst hohe Provision zu erhalten. Der Verbraucher spart zwar eigenen Aufwand für eine eigene Bedürfnisanalyse und Marktrecherche bzw. alternativ anfallende Honorare für Finanzberater. Verbraucherschutzorganisationen werfen den Finanzvertrieben und ihren Handelsvertretern allerdings vor, Verbraucher systematisch nicht bedarfsgerecht, sondern lückenhaft zu beraten und zu übervorteilen. Kritisiert werden vor allem die als irreführend empfundene Selbstdarstellung als objektive Berater, geringe Ansprüche an die Ausbildung sowie der systembedingte Verkaufsdruck, unter dem Handelsvertreter in Strukturvertrieben und ähnlichen Organisationen stehen.
Finanzvertriebe sind Absatzorganisationen, die der Finanzindustrie gegen Provision Privatverbraucher als Kunden zuführen. Den Verbrauchern gegenüber treten die Handelsvertreter als „Berater“ auf, da sie ihrem Selbstanspruch nach bei der Wahl optimaler Vertragspartner beraten („Vermögensberater“, „Finanzberater“). Kennzeichnend für Finanzvertriebe sind deren angebliche „Objektivität“ und „Unabhängigkeit“ von den letztlich zu vermittelnden Finanzfirmen. Dieser Selbstanspruch kollidiert jedoch mit dem wirtschaftlichen Eigeninteresse der Finanzvertriebe und ihrer Handelsvertreter sowie mit der gesetzlichen Loyalitätspflicht zu den vermittelten Unternehmen aus § 86 Abs. 1 HGB.
Die Vermittler und deren Finanzvertriebe stellen für ihre „Beratungsleistung“ dem Kunden kein Honorar in Rechnung, sondern erhalten Abschlussprovisionen von den vermittelten Unternehmen. Diese Provisionen fallen oft unterschiedlich hoch aus, weshalb die Auswahl sachfremd beeinflusst wird. Darüber hinaus erhalten die Finanzvertriebe nicht selten im Rahmen von „Premiumpartnerschaften“ spezielle Zuwendungen (Superprovisionen, Marketingzuschüsse, Naturalprämien etc.). Seit dem 22. Mai 2007 sind die Vermittler außerdem verpflichtet, gemäß der EU-Vermittlerrichtlinie ihre Abschluss-Provisionen bei bestimmten Finanzdienstleistungsprodukten offenzulegen. Von Anfang Juli 2008 an sind die Anbieter von Lebensversicherungen dazu verpflichtet, in den Vertragsunterlagen die Summe des einbehaltenen Geldes als absoluten Betrag auszuweisen.

## Sachkundenachweis der Berater
Für die Vermittlung von Finanzprodukten war bis zum Inkrafttreten der Europäischen Vermittlerrichtlinie am 22. Mai 2007 keinerlei Fachqualifikation erforderlich. Für die Vermittlung von Versicherungsverträgen gilt danach: Sofern keine Patronatserklärung eines Versicherers gegeben wird, für den der Vermittler im Rahmen der Ausschließlichkeit tätig ist, muss seit dem 1. Januar 2009 jeder freie Vermittler eine Eintragung im Vermittlerregister vorweisen. Für die Registrierung im Vermittlerregister ist eine behördliche Genehmigung gemäß § 34d GewO erforderlich. Diese erhält der Vermittler jedoch nur durch den Nachweis einer Sachkundeprüfung, die seit 2008 von den örtlichen IHKs abgenommen wird.
Seit dem 1. Januar 2013 ist hinsichtlich anderer Finanzprodukte – wie etwa Kapitalanlagen – ebenfalls ein Sachkundenachweis erforderlich.